# Championnats d'Europe de saut d'obstacles 1985
Navigation
Édition précédente Édition suivante
Les championnats d'Europe de saut d'obstacles 1985, dix-huitième édition des championnats d'Europe de saut d'obstacles, ont eu lieu en 1985 à Dinard, en France. L'épreuve individuelle est remportée par l'Allemand Paul Schockemöhle et la compétition par équipe par le Royaume-Uni.